# Трите лели
„Трите лели“ е български игрален филм (телевизионен театър) от 1997 година на режисьора Димитър Шарков. Оператори са Олег Иванов, Пламен Иванов, Румен Червенков и Светлозар Антонов. Създаден е по на пиесата на Маргарит Минков. Музиката във филма е композирана от Борис Чакъров. Художник на постановката е Боряна Елимова.

## Актьорски състав
Роли във филма изпълняват актьорите:
- Мария Сапунджиева
- Стефания Колева
- Карла Рахал
- Нона Йотова
- Пепа Николова
- Христо Мутафчиев – котарака
- Владимир Пенев – гласът на следобедния сън